# Scindapsus
Scindapsus es un género  de plantas con flores de la familia Araceae.
Es endémica de Asia, pero también se puede encontrar en las islas del Pacífico. Scindapsus no es fácilmente distinguible de Epipremnum.  La principal diferencia entre los dos géneros se encuentra en el número de semillas que producen. Las especies de Scindapsus tienen un óvulo en cada ovario mientras que las especies de Epipremnum tienen unos pocos.  Las semillas de Scindapsus se redondean un poco en forma de riñón. Las plantas son principalmente enredaderas.
Considerada tóxica, produce desde vómito hasta coma.

## Taxonomía
El género fue descrito por Schott in H.W.Schott & S.L.Endlicher y publicado en Meletemata Botanica 21. 1832. La especie tipo es: 

## Especies
- Scindapsus arborum
- Scindapsus caudatus
- Scindapsus giganteus
- Scindapsus glaucus
- Scindapsus javanicus
- Scindapsus sinensis